# چاه شولی
چاه شولی، روستایی از توابع بخش مرکزی شهرستان فراشبند در استان فارس ایران است.
روستایی #چاه شولی در ده کیلومتری فراشبند به سمت #بوشگان است و حدود سه کیلومتر با جاده اصلی فاصله دارد.شغل مردم کشاورزی و دامپروری است. تماما ترک زبان #قشقایی هستند.
چهره های سرشناس روستای چاهشولی هدایت آله نظری علمدارلو ، مهراب مرادی ، مرحوم رستم نظری ، مرحوم حاج مسیح نظری علمدارلو  
نویسنده، #خسرو مرادی

## جمعیت
این روستا در دهستان آویز قرار دارد و براساس سرشماری مرکز آمار ایران در سال ۱۳۸۵، جمعیت آن ۳۳۵ نفر (۷۶خانوار) بوده‌است.